# Psilacron maculosa
Psilacron maculosa är en fjärilsart som beskrevs av Paul Dognin 1910. Psilacron maculosa ingår i släktet Psilacron och familjen tandspinnare. Inga underarter finns listade.